# Carla Gomes
Carla Pedro Gomes es una científica computacional portuguesa-americana y profesora en  Universidad Cornell. Es la fundadora y Directora del Instituto para Sostenibilidad Computacional en Cornell y es reconocida por su pionero trabajo en métodos computacionales que afrontan retos de sostenibilidad. Ha dirigido investigaciones en una variedad de áreas de informática e inteligencia artificial, incluyendo razonamiento de constreñimiento, optimización matemática, y técnicas de aleatorización para métodos de búsqueda exacta, selección de algoritmo, sistema multi-agente, y teoría de juegos. Su trabajo en sostenibilidad computacional incluye conservación ecológica, mapeo de recurso rural, y reconocimiento de patrones para ciencia de materiales.

## Educación
Gomes recibió su título universitario de matemáticas aplicadas en 1987de la Universidad Técnica de Lisboa y su PhD en informática de la Universidad de Edimburgo en 1993.

## Carrera científica e investigación
Siguiendo su PhD,  trabajó cinco años en el Laboratorio de Investigación de la Fuerza del Aire antes de unirse a la  Universidad Cornell como asociada de investigación en 1998. Fue la Directora del Instituto de Sistemas de Información Inteligente en Cornell de 2001 a 2008, y se unió la facultad en 2003 como profesora asociada con reuniones de junta en los Departamentos de Computación y Ciencia de Información, Economía y Administración, e Informática Aplicada. 
En 2008, Gomes recibió  $10 millones de subvención de la Fundación de Ciencia Nacional para crear el Instituto para Sostenibilidad Computacional para poder desarrollar métodos computacionales con fines medioambientales, económicos, y de sostenibilidad social. En 2010 se convirtió en profesira titular en los Departamentos de Informática, Ciencia de Información, y en la Escuela Dyson de Economía y Administración .
En 2011,  era una socia de visitante en el Instituto de Estudios Avanzados Radcliffe.

### Premios y honores
Gomes fue elegida Socia de la Asociación para el Adelanto de Inteligencia Artificial en 2007 "por contribuciones significativas al razonamiento de constreñimiento y la integración de técnicas de inteligencia artificial, programación de constreñimiento, y búsqueda de operaciones".
También fue elegida una Socia  de la Asociación americana para el Avance de Ciencia en 2013.
Con Bart Selman y Henry Kautz,  recibió el Premio de Papel Clásico en 2016 de la  Asociación para el Adelanto de Inteligencia Artificial  por su informe de 1998 ( Boosting Combinatorial Search through Randomization), el cual proporcionó " significativas contribuciones al área de soluciones de constreñimiento y razonamiento automatizado a través de la introducción de aleatorización y reempieza en solvers completos".
Fue elegida una Socia de la Asociación para  Maquinaria Computarcional (ACM) en 2017.

### Trabajos notables
- Gomes, Carla P. (15 de diciembre de 2009). «Computational Sustainability: Computational Methods for a Sustainable Environment, Economy, and Society». Bridge on Frontiers of Engineering (National Academy of Engineering) 39 (4).